# Semen Novikov
Semen Novikov est un lutteur bulgare d'origine ukrainienne, né le 11 décembre 1997 à Kharkiv.

## Palmarès

### Jeux olympiques
- Paris 2024
  -  médaille d'or en -87 kg[1]

### Championnats d'Europe
Représentant l'Ukraine :
- Rome 2020
  -  médaille d'or en -87 kg.

Représentant la Bulgarie :
- Zagreb 2023
  -  médaille de bronze en -87 kg.
- Bratislava 2025
  -  médaille d'argent en -87 kg.